# 羅約爾 (愛荷華州)
羅約爾（英語：Royal）是一個位於美國愛荷華州克萊縣的城市。

## 地理
羅約爾的座標為43°03′50″N 95°17′05″W / 43.06389°N 95.28472°W，而該地的平均海拔高度為430米（即1411英尺）。

## 人口
根據2010年美國人口普查的數據，羅約爾的面積為0.78平方千米，當中陸地面積為0.78平方千米，而水域面積為0.00平方千米。當地共有人口446人，而人口密度為每平方千米571人。